# Marvels
Marvels è una miniserie a fumetti di quattro numeri scritta da Kurt Busiek e disegnata da Alex Ross, pubblicata dalla Marvel Comics nel 1994. Ambientato dai primi anni quaranta ai primi anni settanta, la serie esamina l'universo Marvel, l'impostazione collettiva della maggior parte dei supereroi che ne fanno parte, dalla prospettiva di un protagonista che ne racconta la storia: il giornalista fotografo Phil Sheldon. Il livello della serie porta alla vista la vita quotidiana in un mondo popolato da super uomini in costume, i cui singoli numeri mostrano eventi ben conosciuti dai lettori dei fumetti Marvel così come una varietà di minuti dettagli e rifacimenti delle storie più significative dell'universo Marvel.
Marvels fu un successo, vincendo molti premi e lanciando le note carriere di Busiek e Ross, che ritornarono entrambi al tema "vita di tutti i giorni in un universo di supereroi" con la serie Astro City della Homage Comics. Nel 1995, Marvels fu pubblicato come libro in brossura con l'inizio di Marvels n. 0 raccontato dalla prospettiva della Jim Hammond del 1940, descrivendo la sua creazione dovuta allo scienziato Phineas Thomas Horton. In seguito la Marvel pubblicò alcune serie limitata simili sotto l'etichetta "Marvels", col contributo di altri scrittori e disegnatori, sebbene nessuna di queste serie ebbe un successo paragonabile all'originale.
Nel 1995 la Marvel pubblicò il più oscuro Ruins, dello scrittore Warren Ellis e degli artisti Cliff e Terese Nielsen, due numeri in cui Phil Sheldon visitava un Universo Marvel in cui le cose andarono storte.
Nel 2008 è cominciato Marvels: Eye of the Camera, il seguito composta da una serie divisa in 6 parti. La serie ritorna sempre alla prospettiva di Sheldon, dopo il suo pensionamento. Alex Ross non partecipò a questo sequel, mentre Kurt Busiek ritornò in qualità di scrittore, coadiuvato da Roger Stern come co-scrittore per i numeri dal 3 al 6, con i disegni di Jay Anacleto.

## Trama
La storia comincia all'inizio del 1939 con la nascita della Torcia Umana originale raccontata dal suo punto di vista. Dopo che l'androide fu creato dallo scienziato Phineas Horton, il suo progetto venne considerato un successo finché l'androide non prese fuoco a contatto con l'aria presente nella camera di contenimento di vetro, che si spense una volta che l'aria fu risucchiata all'esterno. Horton mostra la sua creazione al pubblico, solo per sentirsi chiedere dai civili di distruggerlo, così decise di bruciarlo. Imparando tutto ciò che c'era da sapere riguardo all'umanità, l'androide si descrisse in quelle sensazioni come "conscio di tutto,senza comprendere nulla" quando pensa di suo "padre" Horton e della folla che lo vide per ciò che era. Una frattura nella camera di vetro diede la libertà all'androide, che in preda alle fiamme scappò. Per come ce lo descrisse, la Torcia Umana ci raccontò la sua comparsa all'inizio della Golden Age.
Al tempo, un giovane Phil Sheldon, ragazzo che ambisce fare carriera come fotografo per un giornale, e un giovane J. Jonah Jameson sono scioccati da queste "Meraviglie", ma Sheldon è più confuso dal peso dello spettacolo e preoccupato per la sua fidanzata Doris Jacquet. Altri supereroi in costume cominciano ad apparire con la comparsa di Namor il Sub-Mariner, e le sue prime battaglie con la Torcia Umana. Questo è abbastanza per Sheldon da decidere che sarebbe irresponsabile da parte sua far crescere dei figli in un mondo dove queste "Meraviglie" vanno in giro rampanti, così decide di sciogliere il fidanzamento con Doris. Solo quando Capitan America si svela al mondo Sheldon comincia a preoccuparsi di meno delle "Meraviglie". Quando la seconda guerra mondiale inizia, e in un cinegiornale, si vedono Namor e la Torcia Umana unirsi a Capitan America e alle Forze Armate, Sheldon, Doris e molti altri fanno un grosso applauso e tutte le loro paure scemano.
Dopo il ritrovato romanticismo con Doris, Sheldon sente che la Torcia Umana e Namor ricominciarono a combattersi, ma la battaglia questa volta danneggia i punti di riferimento della città di New York con un'immensa inondazione. Durante il combattimento, i due, si avvicinano, ma non notano Sheldon, che rimane ferito da un pezzo di calcinaccio caduto durante la battaglia, che lo ferisce e gli toglie permanentemente l'uso dell'occhio sinistro. Tuttavia perde la paura verso le "Meraviglie" e convola a nozze con Doris. Più tardi, Sheldon finisce in Europa dove, come corrispondente dal fronte, riportò che le Forze Armate e le "Meraviglie" si unirono contro i Nazisti.
Molto anni dopo, nella metà degli anni sessanta, Sheldon è ora marito e padre di due bambine, Beth e Jennie, e si sta preparando a scrivere un libro dal titolo Marvels. A questo punto, New York ora ha due squadre di supereroi, i Fantastici Quattro e i Vendicatori. Con la notizia recente del ritorno di Capitan America, un eroe della sua giovinezza, Sheldon acquista un po' di buon umore. Ma non tutto è piacevole, con il crescente timore della consapevolezza dei mutanti, esseri umani nati con superpoteri e definiti "nuovo stadio dell'evoluzione umana", più in particolare il gruppo di mutanti conosciuto come X-Men. Sheldon si unisce ad una folla e si trova faccia a faccia con la formazione originale degli X-Men, il cui leader, Ciclope afferma che gli umani "non ne sono degni" ad un Uomo Ghiaccio visibilmente irritato, dopodiché scappano. Non sapendo a cosa si riferisse, quelle parole gli restano nella mente. Dall'altro lato, le "Meraviglie" sono trattate come celebrità, come Sheldon nota al galà d'apertura riguardo alle sculture di Alicia Masters, in cui si trovano sculture ritraenti alcune "Meraviglie", e in cui l'unica parola che si sente riguarda il prossimo matrimonio tra Reed Richards e Susan Storm. Tuttavia, Sheldon corre a casa sentendo la marcia di una folla anti-mutante per strada e, arrivato, scopre che le sue figlie nascondevano un'amica nella cantina: una bambina mutante con la testa di forma aliena. Sheldon capisce l'importanza di nascondere la bambina, ma si presenta anche la preoccupazione per la sorte della sua famiglia. Seguendo il matrimonio di Mr. Fantastic e della Donna invisibile, le Sentinelle vengono sguinzagliate durante un dibattito televisivo con il professor Xavier, ma un malfunzionamento le porta a far strage per la città. Si forma una folla, che attacca e distrugge qualsiasi cosa, e solo Sheldon evita di essere visto e ferito. Le nuove sentinelle, ora riparate, fermano la folla, ma Sheldon dopo essere corso a casa, scopre che la bambina mutante è fuggita. Sebbene Sheldon non sappia se sta bene, prega per la sua salvezza.
Mentre gli anni sessanta continuano, Sheldon è preoccupato per il suo lavoro, a discapito della sua famiglia. Ma dopo la notizia che i Vendicatori sono stati dichiarati una minaccia, la legge comincia la caccia verso Tony Stark, gli avvistamenti dell'Uomo Ragno e il possibilie avvento del Giorno del Giudizio. Silver Surfer compare al mondo e sconfigge i Fantastici Quattro. Questo porta alla comparsa di una minaccia più grande che pianifica di consumare la Terra: Galactus. Con la città nel panico, Sheldon crede che il mondo finirà e torna a casa, per passare gli ultimi istanti di vita con la sua famiglia. Improvvisamente arrivano messaggi dai Fantastici Quattro che hanno trovato un modo per battere Galactus, salvando così il pianeta. All'inizio della vittoria dei Fantastici Quattro, Sheldon promette di passare più tempo con la sua famiglia. Tuttavia, rimane disgustato dal fatto che le persone abbiano cambiato atteggiamento verso quelli che prima consideravano eroi, con un giornale che affermava che la minaccia Galactus non era che una bufala. Alla fine si arrabbia con una folla portante avanti una conversazione anti-mutante.
Finalmente negli anni settanta, Sheldon pubblica il suo libro, Marvels, che diventa subito un best seller. È ancora costernato dalla reazione del pubblico alle "Meraviglie", in particolare di J. Jonah Jameson per l'Uomo Ragno, che viene incolpato della morte del capitano della Polizia di New York George Stacy. Sheldon si mette in moto per risolvere il mistero e finisce per ripulire il nome dell'Uomo Ragno. Pur parlando di un testimone con Luke Cage, scopre che a essere sospettato dell'omicidio non era solo l'Uomo Ragno, ma anche il Dottor Octopus. Viene svelato che l'Uomo Ragno era stato accusato a causa di Jameson, che aveva svelato il vero motivo per cui la gente temeva le "Meraviglie": una combinazione di gelosia e insicurezza, la consapevolezza che gli umani non possono competere con la nobiltà e l'eroismo delle "Meraviglie". Anche diventando amico di Gwen Stacy, figlia del capitano Stacy, capisce che durante l'attacco di Manhattan da parte degli Atlantidei capitanati da Namor, le "Meraviglie" esistono per aiutare gli innocenti, oltre l'umana meschinità e gelosia. Questa rivelazione porta l'Uomo Ragno ad essere sollevato da ogni accusa, ma non abbastanza presto da evitare il rapimento di Gwen da parte di Goblin, e durante l'inseguimento che lo porta al Ponte di Brooklyn, dove il combattimento finisce con la morte di Gwen Stacy, senza che l'Uomo Ragno riesca a salvarla. La fede di Sheldon nelle "Meraviglie" viene irreparabilmente frantumata, per via del fatto che non può conciliare il fallimento dell'Uomo Ragno nel salvare una vita con quello che in realtà è lo scopo di un eroe. Alla fine decide che ne ha abbastanza e va in pensione. Prima di appendere al chiodo la sua macchina fotografica, fa un'ultima foto, ritraente Phil, sua moglie e un "ragazzo normale". Inconsapevole del fatto che il ragazzo che lui definisce "normale" è Danny Ketch, colui che più tardi verrà conosciuto come Ghost Rider.

## Sviluppo dell'opera
Nella versione tedesca di Marvels, Alex Ross e Kurt Busiek affermano che il concetto intero era inteso solo come una collezione delle storie classiche della Marvel Comics, viste dal punto di vista di persone normali. Ma come il progetto crebbe, i due creatori sentirono che sotto molte storie,c'erano troppe rilevanze sociali sul quale passare. Affermarono che Marvels n. 1 aveva a che fare col progresso scientifico mentre sul combattimento tra Namor e la Torcia Umana, Marvels n. 2, mostrava la paura degli sconosciuti con gli X-Men e il terzo numero, con Galactus, era a proposito dell'essere senza poteri, mentre il quarto numero non aveva particolari riferimenti.

## Citazioni in altri fumetti

### Kingdom Come
Ross ha disegnato anche la miniserie della DC Comics, Kingdom Come. Phil Sheldon fa un cameo alla conferenza stampa tenuta al palazzo delle Nazioni Unite in Kingdom Come n. 2. Compare anche nell'ultima tavola del fumetto. Lo si vede seduto vicino allo Spettro (Jim Corrigan) e a Norman McCay.

### Spider-Man: Blue
Phil Sheldon viene menzionato nella prima scena di Peter al Daily Bugle e J. Jonah Jameson chiede a Sheldon i negativi delle foto di Harry Osborn in ospedale. JJJ ricorda anche che «Phil sta seguendo il caso di Tony Stark».

## Curiosità
- Essendo Alex Ross un grande fan di Capitan Marvel, lo ha fatto comparire più volte tra il pubblico vestito con uno smoking, e nella forma di Billy Batson, mentre cerca di vendere dei giornali per strada.
- Tra i vari giornalisti presenti alla presentazione di Jim Hammond, si possono notare Lois Lane e Clark Kent.
- Una delle tavole originali di Marvels venne rubata a Roma mentre era in esposizione all'Expocartoon il 12 novembre 1994.[senza fonte]